# Doris Homann
Doris Homann (* 16. Mai 1898 in Berlin; † 31. Oktober 1974 in São Paulo) war eine deutsche Malerin, Grafikerin, Illustratorin und Keramikerin, die ab 1948 in Brasilien lebte. Ihr Werk umfasst Porträts, sozialkritische Darstellungen, symbolistische Szenen und apokalyptische Visionen. Sie arbeitete in Deutschland, Italien und Brasilien und galt zu Lebzeiten als engagierte, jedoch schwer einzuordnende Künstlerin. Heute wird sie als wichtige Vertreterin einer weiblichen, intellektuell-politischen Avantgarde der Weimarer Zeit wiederentdeckt.

## Leben
Doris Homann wurde in eine großbürgerliche Berliner Familie geboren. Ab 1914 war sie Schülerin des Verein der Künstlerinnen zu Berlin und studierte anschließend an den Vereinigten Staatsschulen für freie und angewandte Kunst in Charlottenburg, u. a. bei Lovis Corinth, Willy Jaeckel und Martin Brandenburg. Ihre frühen Werke zeigen sozialkritische Themen, beeinflusst u. a. von Käthe Kollwitz.
In den 1920er Jahren engagierte sie sich in linken Künstlerkreisen und beteiligte sich an oppositionellen Gruppierungen wie der „Kommune“. Sie arbeitete unter dem Pseudonym »Link« als Illustratorin und Journalistin, u. a. für die satirische Zeitschrift Der Knüppel und Berlin am Morgen. 1924 heiratete sie den italienischen Dramaturgen und Agitator Felix Gasbarra, mit dem sie zwei Töchter hatte.
Nach der Machtübernahme der Nationalsozialisten zog sich Homann nach Schreiberhau im Riesengebirge zurück. 1937 verließ sie Deutschland über Italien, wo sie bis 1948 lebte, zuletzt auf Schloss Kampenn bei Bozen.

## Exil in Brasilien
1948 emigrierte Homann nach Brasilien und ließ sich mit ihrer Tochter in Niterói und später in Rio de Janeiro nieder. Dort fand sie Anschluss an die intellektuelle Exilantenszene sowie an moderne brasilianische Künstler. Ihre Werke wurden regelmäßig im Salão Nacional de Belas Artes und in wichtigen Museen gezeigt, darunter dem MNBA in Rio de Janeiro und dem MASP in São Paulo. Ihre retrospektive Ausstellung Retratos e Sonhos wurde dort 1978 posthum gezeigt.
Homann entwickelte in Brasilien eine Bildsprache zwischen expressiver Figuration, Esoterik und politischem Symbolismus. Viele Werke thematisieren Gewalt, Diktatur, Krieg und soziale Ungerechtigkeit. Trotz Verkaufserfolgen musste sie ihren Lebensunterhalt zeitweise durch Grundstückshandel sichern.

## Werk
Homanns Œuvre umfasst:
- Gemälde, Zeichnungen, Holzschnitte, Lithografien, Glasmalerei und Keramiken
- Porträts bedeutender Zeitgenossen, darunter Erwin Piscator und Bertolt Brecht
- Politisch motivierte Arbeiten, z. B. zum Vietnamkrieg oder zum Nationalsozialismus
- Illustrierte Kunsthandschriften wie Judith oder Bateau ivre von Arthur Rimbaud

Stilistisch bewegt sich Homann zwischen Expressionismus, Neuer Sachlichkeit und einem persönlichen Symbolismus. Sie verband soziale und spirituelle Themen mit experimentellen Kompositionen. Ihre Werke befinden sich heute überwiegend in brasilianischen Privatsammlungen oder im MASP.

## Nachlass und Rezeption
Homanns Werk war nach ihrem Tod lange vergessen. Erst durch neuere Forschungen, insbesondere durch die 2023 erschienene Biografie über Felix Gasbarra von Gabriel Heim, rückte sie wieder in den Fokus. Eine filmische Dokumentation ihres Lebens ist in Planung (Produktion: Ehlermann & Agneskirchner, Berlin).